# Alabama (folyó)
Az Alabama az Amerikai Egyesült Államok Alabama államának egyik folyója. A Tallapoosa és a Coosa folyók körülbelül 10 km-rel Montgomery városától északra egyesülnek az Alabama folyóban. Az 502 km hosszú kanyargós folyó délnyugatra tart a Mexikói-öböl északi part menti síkságán, és 72 km-re Mobile városától egyesül a Tombigbeevel a Mobile folyóban.

## Települések a folyó mentén
- Montgomery
- Selma